# 乳豆
乳豆（学名：Galactia tenuiflora）为豆科乳豆属下的一个种，分佈於澳洲北部。